# Ben Gibson
Benjamin James Gibson, detto Ben (Nunthorpe, 15 gennaio 1993) è un calciatore inglese, difensore dello Stoke City.

## Caratteristiche tecniche
È un difensore centrale

## Carriera

### Nazionale
Ha giocato nelle nazionali giovanili inglesi Under-17, Under-18 ed Under-20.
È stato convocato dall'Inghilterra Under-21 per disputare il Campionato europeo Under-21 2015.

## Palmarès

### Club

#### Competizioni nazionali
- Campionato inglese di seconda divisione: 1

Norwich City: 2020-2021
- FA Trophy: 1

York City: 2011-2012